# Szépirodalmi Lapok
A Szépirodalmi Lapok magyar időszaki lap volt a 19. században, „a Bach-korszak legrangosabb irodalmi orgánuma”. Kiadó-tulajdonosa Emich Gusztáv, szerkesztője Pákh Albert, szerkesztőtárs Gyulai Pál volt. 1853. január 2-től június 30-ig hetente kétszer, csütörtökön és vasárnap jelent meg. Értekezések, novellák, költemények, bírálatok jelentek meg benne, valamint irodalmi, művészeti és társaséleti szemle.
Kazinczy Ferenc által megfogalmazott célkitűzése a művelt olvasóközönség irodalmi igényeinek kielégítése, a világirodalom fő vonulatához tartozó kortárs művek tanulmányozása, a színvonalas irodalom védelme az epigonok ellenében.
Itt jelent meg két irodalomtörténeti szempontból is jelentős írás, Gyulai Páltól a Polemikus jegyzetek illetve Erdélyi János írása, A népköltészet körül.
A lap közölte Arany János, Petőfi Sándor, Tompa Mihály, Szász Károly, Erdélyi János, Bérczy Károly, Beöthy László, Lauka Gusztáv, , a külföldi szerzők közül Béranger, Heinrich Heine, Victor Hugo,  Gogol, Washington Irving írásait.